# Palmar (Colombia)
Palmar è un comune della Colombia facente parte del dipartimento di Santander.
L'abitato venne fondato da Silverio de Orostegui nel 1754, mentre l'istituzione del comune è del 1887.